# DNSAP Ungdomslejr
|  | Denne artikel er oprettet af botten Steenthbot ud fra en ekstern database. Den kan derfor have sproglige fejl eller mangler. Denne skabelon kan fjernes efter kontrol af indholdet. |

DNSAP Ungdomslejr er en dansk dokumentarisk optagelse fra 1945.

## Handling
Billeder fra en DNSAP's ungdomslejr: Teltlejr. Morgensamling. Gymnastik. Fane med ordene: "Tro til døden". Rugbykamp afvikles i bar overkrop. Dreng med fane foran stendyssen. "Beredt for Danmark" skrevet hen over billede af Dannebrog i flagstang.